# A mumus (Bűbájos boszorkák)

## Cselekmény
|  | Alább a cselekmény részletei következnek! |

A házban egy földrengést követően Piper és Prue ugratják Phoebe-t gyerekkori félelmével, ami miatt nem mer lemenni a pincébe. Phoebe azonban kitart amellett, hogy a Mumus valóban létezik, nem csak kitalálta kislányként, és hogy a nagyi bezárta a pincébe.
A konyhában furcsa bűz terjeng, ami a pincéből jön. Ezért hívtak egy gázszerelőt, hogy ellenőrizze. Miközben Prue amiatt pánikol, hogy füstbe mehet az üzleti vacsora, amit a házban akar tartani a főnökasszonya pár igen értékes ügyfél számára, a szerelő lemegy a pincébe.
A szerelő megbotlik egy résben a pince padlóján, amit felfeszítve kiszabadítja a Mumust. A Mumus megszállja a férfi testét azzal a céllal, hogy segítsen neki megszerezni a házat.
Prue elmegy dolgozni, Piper pedig bort venni, Phoebe-t egyedül hagyják a házban.
A szerelő-mumus lecsalja Phoebe-t is a pincébe, és az ő testét is megszállja. Mikor Piper hazaér, a szerelő-mumus rátámad. Phoebe megmenti egy új képességgel: csak rágondol, és megjelenik a kezében egy baseball-ütő, amivel leüti a szerelőt.
Andy a helyszínre siet, hogy meggyőződjön arról, hogy minden rendben van.
Piper és Prue tanácstalanul állnak Phoebe új ereje és furcsa viselkedése előtt. Csakhogy elvonja a figyelmüket a házban található sok furcsa jelenség. A lányokat többször is éri apró áramütés, majd rájönnek, hogy elromlott a mikrohullámú sütő órája is, a vendégek megérkeznek, és ők még sehogy sem állnak.
Phoebe egyre furcsábban viselkedik, a vacsora is kudarcba fullad, így Prue és Piper úgy döntenek, hogy inkább a Quake-ben folytatják a vacsorát, mentve, ami még menthető.
Mikor számon akarják kérni, Phoebe nem engedi be őket a házba, és a jelek szerint maga a ház is lezárul előttük.
A két lány tanácstalanul áll az eset előtt, igyekeznek valahogy bejutni a házba, hogy az Árnyékok Könyvében keressenek megoldást.
Tervük nem sikerül, mert a könyvben nincs semmi a Mumusról. Így rájönnek, hogy kénytelenek lesznek szembeszállni Phoebe-vel.
Prue emlékszik, hogy egyik vacsoravendégük, egy professzornő említett valamit arról, hogy a ház egy spirituális nexusra épült.
Ennek igyekszenek utána járni, és egy térkép segítségével meg is győződnek a valóságtartalmáról. Arra is rájönnek, hogy nemcsak egy spirituális nexusra, hanem egy wicca-kötelék közepére is építették a házat, ami jó és rossz válaszvonala. Azért tartottak igényt a házra, mert így akarták biztosítani, hogy a jó kerekedjen felül.
Rájönnek, hogy aki uralja a házat, az uralja a nexust is, így ha az gonosz, akkor a mérleg a gonosz javára billen ki. Ebben megerősíti őket az emberek furcsa viselkedése - a gonosz teret hódít magának.
Abból kiindulva, hogy a Mumus az erejét a pincéből, a nexusból nyeri, lemennek, hogy távoltarthassák őt onnan.
Próbálnak hatni Phoebe-re, hogy kerekedjen felül a Mumus hatalmán. Phoebe egy látomás, mely a nagyi képét megérintve jön, egy igézettel legyőzi a Mumust.
Az igézetet Prue és Piper javaslatára Phoebe írhatja bele a könyvbe, mint első, aki hármójuk közül hozzáad a könyvhöz:
"Én vagyok a fény, áthatóbb az árnyéknál, te kotródj a sötétbe, és oda bújj el, mert nem lehet a tiéd ez a Halliwell. Kotródj innen Árnyak Démona, mert ez a hely a jók otthona!"